# Пороина (Мехединци)
Пороина (рум. Poroina) насеље је у Румунији у округу Мехединци у општини Шимијан. Oпштина се налази на надморској висини од 147 m.

## Становништво
Према подацима из 2002. године у насељу је живело 270 становника, од којих су сви румунске националности.